# 卡茲別克山
卡茲別克山是一座處於格魯吉亞和北奧塞梯邊界的睡火山，屬於高加索地區的主要高山之一，海拔高度5,033米，是格魯吉亞的第三大高山和高加索山脈第七大高山，冰川面積135平方公里。1868年首次登顶。
1979年，卡茲別克山及周边区域被前苏联政府确立为自然保护区，包括山毛榉林，亚高山针叶林和高山草甸。该地区有很多高加索地区特有的植物和动物。

## 外部連結
- Kazbek on Peakware（页面存档备份，存于） - photos
- Mount Kazbek Solo Climb 2008
- Mountain House close to Mount Kazbek
- Mountaineering tours to Kazbek